# Benedykta Mackielo
 (février 2012).
Si vous disposez d'ouvrages ou d'articles de référence ou si vous connaissez des sites web de qualité traitant du thème abordé ici, merci de compléter l'article en donnant les références utiles à sa vérifiabilité et en les liant à la section « Notes et références ».
Benedykta Mackielo née le 1er mai 1893 à Torow, Lituanie et morte à 113 ans le 1er janvier 2007 à Ostróda, Pologne, était la doyenne des Polonais.
Juste après la Seconde Guerre mondiale, en 1946, elle est rapatriée de la Lituanie vers Ostróda. Elle est également détentrice d’un autre record, elle et son époux Bronisław (1898-1996) ont pu fêter leurs 80 ans de mariage.